# Baie du Banco
Baie du Banco är en vik av Ébriélagunen i Elfenbenskustens största stad Abidjan. Den förorenas av dagvatten från de omgivande stadsdelarna Yopougon, Adjamé och Attécoubé.